# Annenheim Challenger 1994
L'Annenheim Challenger 1994 è stato un torneo di tennis facente parte della categoria ATP Challenger Series nell'ambito dell'ATP Challenger Series 1994. Il torneo si è giocato a Annenheim in Austria dal 30 maggio al 5 giugno 1994 su campi in erba.

## Vincitori

### Singolare
Diego Nargiso ha battuto in finale  Martin Damm con il punteggio di 6–4, 6–2

### Doppio
Il torneo di doppio è terminato prima della finale